# Súľová
Súľová je sedlo v západní části Volovských vrchů v nadmořské výšce 910 m, oddělující podcelky Knola na západě a Zlatý stôl na východě . Nachází se mezi vrchy Peklisko (1 070 m) a Smrečinka (1 266 m).
Sedlem prochází silniční spojnice mezi Spiší a Gemerem, spojuje Spišskou Novou Ves a dolinu Hnilce s Rožňavou a zároveň i s dolinou Slané. Silnice II/533 vytváří asi dvacítku ostrých serpentin a je mimořádně obtížně sjízdná.
Sedlem vede červeně značená trasa Cesty hrdinů SNP (E8) mezi masivem Súľová a sedlem Dobšinský vrch (898 m).